# Senatori della Carolina del Sud
La Carolina del Sud elegge senatori di classe 2 e 3. Gli attuali senatori sono i repubblicani Lindsey Graham e Tim Scott.

## Elenco

### Classe 2
| N.      | Foto         | Senatore                 | Partito                                                                                              | Carica           | Carica           | Congresso                                                             | Mandati                       | Elezioni                                                                                |
| N.      | Foto         | Senatore                 | Partito                                                                                              | Inizio           | Termine          | Congresso                                                             | Mandati                       | Elezioni                                                                                |
| ------- | ------------ | ------------------------ | --- | ---------------- | ---------------- | --------------------------------------------------------------------- | ----------------------------- | --------------------------------------------------------------------------------------- |
| 1       |              | Pierce Butler            | Pro-amministrazione poi Anti-Amministrazione poi Democratico-Repubblicano                            | 4 marzo 1789     | 25 ottobre 1796  | 1 · 2 · 3 · 4                                                         | 1 1⁄2                         | 1789 · 1793 Dimessosi                                                                   |
| Vacante | Vacante      | Vacante                  | Vacante                                                                                              | 25 ottobre 1796  | 8 dicembre 1796  | 4                                                                     |                               |                                                                                         |
| 2       |              | John Hunter              | Democratico-Repubblicano                                                                             | 8 dicembre 1796  | 26 novembre 1798 | 5                                                                     | 1⁄2                           | Nominato per continuare il mandato Dimessosi                                            |
| 3       |              | Charles Pinckney         | Democratico-Repubblicano                                                                             | 26 novembre 1798 | 6 giugno 1801    | 5 · 6 · 7                                                             | 1⁄2                           | Eletto per terminare il mandato · 1799 Dimessosi per diventare Ambasciatore in Spagna   |
| Vacante | Vacante      | Vacante                  | Vacante                                                                                              | 6 giugno 1801    | 15 dicembre 1801 | 7                                                                     |                               |                                                                                         |
| 4       |              | Thomas Sumter            | Democratico-Repubblicano                                                                             | 15 dicembre 1801 | 6 dicembre 1810  | 8 · 9 · 10 · 11                                                       | 1⁄2                           | Eletto per terminare il mandato · 1804 Dimessosi                                        |
| Vacante | Vacante      | Vacante                  | Vacante                                                                                              | 6 dicembre 1810  | 31 dicembre 1810 | 11                                                                    |                               |                                                                                         |
| 5       |              | John Taylor              | Democratico-Repubblicano                                                                             | 31 dicembre 1810 | novembre 1816    | 11 · 12 · 13 · 14                                                     | 1⁄2                           | Eletto per terminare il mandato · 1910 Dimessosi                                        |
| Vacante | Vacante      | Vacante                  | Vacante                                                                                              | Novembre 1816    | 4 dicembre 1816  | 14                                                                    |                               |                                                                                         |
| 6       |              | William Smith            | Democratico-Repubblicano                                                                             | 4 dicembre 1816  | 3 marzo 1823     | 14 · 15 · 16 · 17                                                     | 1                             | Eletto per terminare il mandato · 1823 Dimessosi                                        |
| 7       |              | Robert Y. Hayne          | Democratico-Repubblicano poi Jacksoniano poi Nullifier                                               | 4 marzo 1823     | 13 dicembre 1832 | 18 · 19 · 20 · 21 · 22                                                | 1 1⁄2                         | 1822 · 1828 · Dimessosi per diventare Governatore                                       |
| Vacante | Vacante      | Vacante                  | Vacante                                                                                              | 13 dicembre 1832 | 29 dicembre 1832 | 22                                                                    |                               |                                                                                         |
| 8       |              | John C. Calhoun          | Nullifier poi Democratico                                                                            | 29 dicembre 1832 | 3 marzo 1843     | 23 · 24 · 25 · 26 · 27                                                | 1 1⁄2                         | Eletto per terminare il mandato · 1834 · 1840 Dimessosi                                 |
| 9       |              | Daniel Elliott Huger     | Democratico                                                                                          | 4 marzo 1843     | 3 marzo 1845     | 28                                                                    | 1⁄2                           | Eletto per terminare il mandato Diemessosi                                              |
| Vacante | Vacante      | Vacante                  | Vacante                                                                                              | 3 marzo 1845     | 26 novembre 1846 | 29                                                                    |                               |                                                                                         |
| 10      |              | John C. Calhoun          | Democratico                                                                                          | 26 novembre 1845 | 31 marzo 1850    | 29 · 30 · 31                                                          | 1⁄2                           | Eletto per terminare il mandato · 1946 Deceduto                                         |
| Vacante | Vacante      | Vacante                  | Vacante                                                                                              | 31 marzo 1850    | 11 aprile 1850   | 31                                                                    |                               |                                                                                         |
| 11      |              | Franklin H. Elmore       | Democratico                                                                                          | 11 aprile 1850   | 29 maggio 1850   | 31                                                                    | 1⁄2                           | Nominato per continuare il mandato Deceduto                                             |
| Vacante | Vacante      | Vacante                  | Vacante                                                                                              | 29 maggio 1850   | 4 giugno 1850    | 31                                                                    |                               |                                                                                         |
| 12      |              | Robert Woodward Barnwell | Democratico                                                                                          | 4 giugno 1850    | 8 dicembre 1850  | 31                                                                    | 1⁄2                           | Nominato per continuare il mandato Dimessosi per l'elezione del successore              |
| Vacante | Vacante      | Vacante                  | Vacante                                                                                              | 8 dicembre 1850  | 18 dicembre 1850 | 31                                                                    |                               |                                                                                         |
| 13      |              | Robert Rhett             | Democratico                                                                                          | 18 dicembre 1850 | 7 maggio 1852    | 32                                                                    | 1⁄2                           | Eletto per terminare il mandato Dimessosi                                               |
| Vacante | Vacante      | Vacante                  | Vacante                                                                                              | 7 maggio 1852    | 10 maggio 1852   | 32                                                                    |                               |                                                                                         |
| 14      |              | William F. De Saussure   | Democratico                                                                                          | 10 maggio 1852   | 3 marzo 1853     | 32                                                                    | 1⁄2                           | Nominato per continuare il mandato                                                      |
| 15      |              | Josiah J. Evans          | Democratico                                                                                          | 4 marzo 1853     | 6 maggio 1858    | 33 · 34 · 35                                                          | 1⁄2                           | 1852 Deceduto                                                                           |
| Vacante | Vacante      | Vacante                  | Vacante                                                                                              | 6 maggio 1858    | 11 maggio 1858   | 35                                                                    |                               |                                                                                         |
| 16      |              | Arthur P. Hayne          | Democratico                                                                                          | 11 maggio 1858   | 2 dicembre 1858  | 35                                                                    | 1⁄2                           | Nominato per continuare il mandato Dimessosi dopo l'elezione del successore             |
| 17      |              | James Chesnut Jr.        | Democratico                                                                                          | 3 dicembre 1858  | 10 novembre 1860 | 35 · 36                                                               | 1⁄2                           | Eletto per terminare il mandato · 1858 Espulso per aver sostenuto gli Stati Confederati |
|         | Vacante      | Vacante                  | Vacante                                                                                              | 10 novembre 1860 | 15 luglio 1868   | 37 · 38 · 39                                                          | Guerra civile e Ricostruzione | Guerra civile e Ricostruzione                                                           |
| 18      |              | Thomas J. Robertson      | Repubblicano                                                                                         | 15 luglio 1868   | 3 marzo 1870     | 40 · 41 · 42 · 43 · 44                                                | 1 1⁄2                         | Eletto per completare il mandato alla riammissione · 1870                               |
| 19      |              | Matthew Butler           | Democratico                                                                                          | 4 marzo 1877     | 3 marzo 1895     | 45 · 46 · 47 · 48 · 49 · 50 · 51 · 52 · 53                            | 3                             | 1876 · 1882 · 1888 Non ottenne la ricandidatura                                         |
| 20      |              | Benjamin Tillman         | Democratico                                                                                          | 4 marzo 1895     | 3 luglio 1918    | 54 · 55 · 56 · 57 · 58 · 59 · 60 · 61 · 62 · 63 · 64 · 65             | 3 1⁄2                         | 1894 · 1901 · 1907 · 1914 Deceduto                                                      |
| Vacante | Vacante      | Vacante                  | Vacante                                                                                              | 3 luglio 1918    | 6 luglio 1918    | 65                                                                    |                               |                                                                                         |
| 21      |              | Christie Benet           | Democratico                                                                                          | 6 luglio 1918    | 5 novembre 1918  | 65                                                                    | 1⁄2                           | Nominato per continuare il mandato Perse l'elezione per terminare il mandato            |
| 22      |              | William P. Pollock       | Democratico                                                                                          | 5 novembre 1918  | 3 marzo 1919     | 65                                                                    | 1⁄2                           | Eletto per terminare il mandato                                                         |
| 23      |              | Nathaniel B. Dial        | Democratico                                                                                          | 3 marzo 1919     | 3 marzo 1925     | 66 · 67 · 68                                                          | 1                             | 1918 Non ottenne la ricandidatura                                                       |
| 24      |              | Coleman L. Blease        | Democratico                                                                                          | 4 marzo 1925     | 3 marzo 1931     | 69 · 70 · 71                                                          | 1                             | 1924 Non ottenne la ricandidatura                                                       |
| 25      |              | James F. Byrnes          | Democratico                                                                                          | 4 marzo 1931     | 8 luglio 1941    | 72 · 73 · 74 · 75 · 76 · 77                                           | 1 1⁄2                         | 1930 · 1936 Dimessosi per diventare giudice della Corte Suprema                         |
| Vacante | Vacante      | Vacante                  | Vacante                                                                                              | 8 luglio 1941    | 22 luglio 1941   | 77                                                                    |                               |                                                                                         |
| 26      |              | Alva M. Lumpkin          | Democratico                                                                                          | 22 luglio 1941   | 1 agosto 1941    | 77                                                                    | 1⁄2                           | Nominato per continuare il mandato Deceduto                                             |
| 27      |              | Roger C. Peace           | Democratico                                                                                          | 1 agosto 1941    | 4 novembre 1941  | 77                                                                    | 1⁄2                           | Nominato per continuare il mandato Ritiratosi all'elezione del successore               |
| 28      |              | Burnet R. Maybank        | Democratico                                                                                          | 4 novembre 1941  | 1 settembre 1954 | 78 · 79 · 80 · 81 · 82 · 83                                           | 1 1⁄2                         | Eletto per terminare il mandato · 1942 · 1948 Deceduto                                  |
| Vacante | Vacante      | Vacante                  | Vacante                                                                                              | 1 settembre 1945 | 23 dicembre 1954 | 83                                                                    |                               |                                                                                         |
| 29      |              | Charles E. Daniel        | Democratico                                                                                          | 6 settembre 1954 | 23 dicembre 1954 | 83                                                                    | 1⁄2                           | Nominato per terminare il mandato Dimessosi                                             |
| 30      |              | Strom Thurmond           | Democratico                                                                                          | 24 dicembre 1954 | 4 aprile 1956    | 83 · 84                                                               | 1⁄2                           | Eletto per terminare il mandato · 1954 Dimessosi                                        |
| 31      |              | Thomas A. Wofford        | Democratico                                                                                          | 4 aprile 1956    | 7 novembre 1956  | 84                                                                    | 1⁄2                           | Nominato per continuare il mandato                                                      |
| 32      |              | Strom Thurmond           | Democratico                                                                                          | 7 novembre 1956  | 3 gennaio 2003   | 85 · 86 · 87 · 88                                                     | 7 1⁄2                         | Eletto per terminare il proprio mandato · 1960                                          |
| 32      | Repubblicano | Strom Thurmond           | 89 · 90 · 91 · 92 · 93 · 94 · 95 · 96 · 97 · 98 · 99 · 100 · 101 · 102 · 103 · 104 · 105 · 106 · 107 | 7 novembre 1956  | 3 gennaio 2003   | 1966 · 1972 · 1978 · 1984 · 1990 · 1996 Non ricandidatosi             | 7 1⁄2                         |                                                                                         |
| 33      |              | Lindsey Graham           | Repubblicano                                                                                         | 3 gennaio 2003   | in carica        | 108 · 109 · 110 · 111 · 112 · 113 · 114 · 115 · 116 · 117 · 118 · 119 | 4                             | 2002 · 2008 · 2014 · 2020                                                               |

### Classe 3
| N.      | Foto    | Senatore               | Partito                                  | Carica           | Carica           | Congresso                                                                                             | Mandati                       | Elezioni                                                                                    |
| N.      | Foto    | Senatore               | Partito                                  | Inizio           | Termine          | Congresso                                                                                             | Mandati                       | Elezioni                                                                                    |
| ------- | ------- | ---------------------- | ---------------------------------------- | ---------------- | ---------------- | --- | ----------------------------- | ------------------------------------------------------------------------------------------- |
| 1       |         | Ralph Izard            | Pro-amministrazione                      | 4 marzo 1789     | 3 marzo 1795     | 1 · 2 · 3                                                                                             | 1                             | 1789                                                                                        |
| 2       |         | Jacob Read             | Federalista                              | 4 marzo 1795     | 3 marzo 1801     | 4 · 5 · 6                                                                                             | 1                             | 1794 Perse la rielezione                                                                    |
| 3       |         | John E. Colhoun        | Democratico-Repubblicano                 | 4 marzo 1801     | 26 ottobre 1802  | 7 | 1⁄2                           | Eletto nel 1800 Deceduto                                                                    |
| Vacante | Vacante | Vacante                | Vacante                                  | 26 ottobre 1802  | 4 novembre 1802  | 7 |                               |                                                                                             |
| 4       |         | Pierce Butler          | Democratico-Repubblicano                 | 4 novembre 1802  | 21 novembre 1804 | 7 · 8                                                                                                 | 1⁄2                           | Eletto per terminare il mandato Dimessosi                                                   |
| Vacante | Vacante | Vacante                | Vacante                                  | 21 novembre 1804 | 6 dicembre 1804  | 8 |                               |                                                                                             |
| 5       |         | John Gaillard          | Democratico-Repubblicano poi Jacksoniano | 6 dicembre 1804  | 26 febbraio 1826 | 9 · 10 · 11 · 12 · 13 · 14 · 15 · 16 · 17 · 18 · 19                                                   | 3 1⁄2                         | Eletto per terminare il mandato · 1806 · 1812 · 1818 Deceduto                               |
| Vacante | Vacante | Vacante                | Vacante                                  | 26 febbraio 1826 | 8 marzo 1826     | 19 |                               |                                                                                             |
| 6       |         | William Harper         | Jacksoniano                              | 8 marzo 1826     | 29 novembre 1826 | 19 | 1⁄2                           | Nominato per continuare il mandato                                                          |
| 7       |         | William Smith          | Jacksoniano                              | 29 novembre 1826 | 3 marzo 1831     | 20 · 21                                                                                               | 1⁄2                           | Eletto per terminare il mandato Perse la rielezione                                         |
| 8       |         | Stephen Decatur Miller | Nullifier                                | 4 marzo 1831     | 3 marzo 1833     | 22 | 1⁄2                           | 1830 Dimessosi per motivi di salute                                                         |
| Vacante | Vacante | Vacante                | Vacante                                  | 3 marzo 1833     | 26 novembre 1833 | 23 |                               |                                                                                             |
| 9       |         | William C. Preston     | Nullifier poi Whig                       | 26 novembre 1833 | 29 novembre 1842 | 2324 · 25 · 26 · 27                                                                                   | 1 1⁄2                         | Eletto per terminare il mandato · 1837 Dimessosi                                            |
| Vacante | Vacante | Vacante                | Vacante                                  | 29 novembre 1842 | 23 dicembre 1842 | 27 |                               |                                                                                             |
| 10      |         | George McDuffie        | Democratico                              | 23 dicembre 1842 | 17 agosto 1846   | 27 · 28 · 29                                                                                          | 1⁄2                           | Eletto per terminare il mandato · 1842 Dimessosi                                            |
| Vacante | Vacante | Vacante                | Vacante                                  | 17 agosto 1846   | 4 dicembre 1846  | 29 |                               |                                                                                             |
| 11      |         | Andrew Butler          | Democratico                              | 4 dicembre 1846  | 25 maggio 1857   | 29 · 30 · 31 · 32 · 33 · 34 · 35                                                                      | 1 1⁄2                         | Eletto per terminare il mandato · 1848 · 1854 Deceduto                                      |
| Vacante | Vacante | Vacante                | Vacante                                  | 25 maggio 1857   | 7 dicembre 1857  | 35 |                               |                                                                                             |
| 12      |         | James Henry Hammond    | Democratico                              | 7 dicembre 1857  | 11 novembre 1860 | 36 | 1⁄2                           | Eletto per terminare il mandato Espulso                                                     |
| Vacante | Vacante | Vacante                | Vacante                                  | Vacante          | Vacante          | 37 · 38 · 39                                                                                          | Guerra civile e Ricostruzione | Guerra civile e Ricostruzione                                                               |
| 13      |         | Frederick A. Sawyer    | Repubblicano                             | 16 luglio 1868   | 3 marzo 1873     | 40 · 41 · 42                                                                                          | 1⁄2                           | Eletto per completare il mandato alla riammisione                                           |
| 14      |         | John J. Patterson      | Repubblicano                             | 4 marzo 1873     | 3 marzo 1879     | 43 · 44 · 45                                                                                          | 1                             | 1872 Non ricandidatosi                                                                      |
| 15      |         | Wade Hampton III       | Democratico                              | 4 marzi 1879     | 3 marzo 1891     | 46 · 47 · 48 · 49 · 50 · 51                                                                           | 2                             | 1878 · 1884 Perse la rielezione                                                             |
| 16      |         | John L. M. Irby        | Democratico                              | 4 marzo 1891     | 3 marzo 1897     | 52 · 53 · 54                                                                                          | 1                             | 1890 Non ricandidatosi                                                                      |
| 17      |         | Joseph H. Earle        | Democratico                              | 4 marzo 1897     | 20 maggio 1897   | 55 | 1⁄2                           | 1897 Deceduto                                                                               |
| Vacante | Vacante | Vacante                | Vacante                                  | 20 maggio 1897   | 27 maggio 1897   | 55 |                               |                                                                                             |
| 18      |         | John L. McLaurin       | Democratico                              | 27 maggio 1897   | 3 marzo 1903     | 56 · 57                                                                                               | 1⁄2                           | Eletto per terminare il mandato Non ricandidatosi                                           |
| 19      |         | Asbury Latimer         | Democratico                              | 4 marzo 1903     | 20 febbraio 1908 | 58 · 59 · 60                                                                                          | 1⁄2                           | 1903 Deceduto                                                                               |
| Vacante | Vacante | Vacante                | Vacante                                  | 20 febbraio 1908 | 6 marzo 1908     | 60 |                               |                                                                                             |
| 20      |         | Frank B. Gary          | Democratico                              | 6 marzo 1908     | 3 marzo 1909     | 60 | 1⁄2                           | Eletto per terminare il mandato                                                             |
| 21      |         | Ellison D. Smith       | Democratico                              | 4 marzo 1909     | 17 novembre 1944 | 61 · 62 · 63 · 64 · 65 · 66 · 67 · 68 · 69 · 70 · 71 · 72 · 73 · 74 · 75 · 76 · 77 · 78               | 5 1⁄2                         | 1909 · 1914 · 1920 · 1926 · 1932 · 1938 Deceduto                                            |
| Vacante | Vacante | Vacante                | Vacante                                  | 17 novembre 1944 | 20 novembre 1944 | 78 |                               |                                                                                             |
| 22      |         | Wilton E. Hall         | Democratico                              | 20 novembre 1944 | 3 gennaio 1945   | 78 | 1⁄2                           | Nominato per continuare il mandato                                                          |
| 23      |         | Olin D. Johnston       | Democratico                              | 3 gennaio 1945   | 18 aprile 1965   | 79 · 80 · 81 · 82 · 83 · 84 · 85 · 86 · 87 · 88 · 89                                                  | 3 1⁄2                         | 1944 · 1950 · 1956 · 1962 Deceduto                                                          |
| Vacante | Vacante | Vacante                | Vacante                                  | 18 aprile 1965   | 22 aprile 1966   | 89 |                               |                                                                                             |
| 24      |         | Donald S. Russell      | Democratico                              | 22 aprile 1965   | 8 novembre 1966  | 89 | 1⁄2                           | Nominato per continuare il mandato Perse l'elezione per continuare il mandato               |
| 25      |         | Fritz Hollings         | Democratico                              | 9 novembre 1966  | 3 gennaio 2005   | 90 · 91 · 92 · 93 · 94 · 95 · 96 · 97 · 98 · 99 · 100 · 101 · 102 · 103 · 104 · 105 · 106 · 107 · 108 | 6 1⁄2                         | Eletto per terminare il mandato · 1968 · 1974 · 1980 · 1986 · 1992 · 1998 Non ricandidatosi |
| 26      |         | Jim DeMint             | Repubblicano                             | 3 gennaio 2005   | 1 gennaio 2013   | 109 · 110 · 111 · 112                                                                                 | 1 1⁄2                         | 2004 · 2010                                                                                 |
| 27      |         | Tim Scott              | Repubblicano                             | 2 gennaio 2013   | in carica        | 113 · 114 · 115 · 116 · 117 · 118 · 119 · 120                                                         | 2 1⁄2                         | Eletto per terminare il mandato · 2016 · 2022                                               |